# روبرتو تاكر
روبرتو تاكر (بالإسبانية: Roberto Tucker) (27 يونيو 1983 في الأرجنتين - ) هو لاعب كرة قدم أرجنتيني في مركز الدفاع. لعب مع كيلمس ونادي كاراكاس ونادي ليتشويس وDeportivo Merlo ‏ وسارمينتو دي خونين وClub y Biblioteca Ramón Santamarina ‏ وRacing de Olavarría ‏.

## وصلات خارجية
- روبرتو تاكر على موقع قاعدة بيانات كرة القدم.إي يو (الإنجليزية)
- روبرتو تاكر على موقع Soccerway.com (الإنجليزية)